# Witold Nowicki (poseł)
Witold Nowicki (ur. 27 maja 1879 w Brudnowie, zm. 20 sierpnia 1955 w Parcicach) – polski rolnik, działacz społeczny, burmistrz Wielunia, poseł na Sejm IV kadencji (1935–1938) w II Rzeczypospolitej.

## Życiorys
Ukończył siedem klas rządowego gimnazjum w Łodzi i szkołę gorzelniczo-techniczną w Mikulinie-Horodyszczu (Rosja).
Był więziony za działalność polityczno-niepodległościową w latach 1896 i 1905–1907. Należał do POW w latach 1915–1919. W czasie wojny polsko-bolszewickiej walczył ochotniczo w 1. Pułku Piechoty Legionów. W 1921 roku działał w Wieluńskim Komitecie Plebiscytowym.
W 1925 r. kupił dwór w Parcicach, który następnie rozbudował. Prowadził gospodarstwo rolne, a od 1926 roku był prezesem spółki wodnej w Parcicach.
Pełnił szereg funkcji społecznych, był m.in.: członkiem Rady Miejskiej w Wieluniu (1917–1935), członkiem Rady Gminnej w Czastarach, członkiem Wydziału Powiatowego i Rady Wojewódzkiej w Łodzi (od 1925 roku). W 1917 roku był współorganizatorem i skarbnikiem Towarzystwa Gimnastycznego w Wieluniu. W 1920 roku był jednym z członków założycieli stowarzyszenia „Biblioteka Publiczna im. S. Staszica”.
Był radcą Izby Rolniczej w Łodzi, prezesem koła Związku Peowiaków i koła Związku Rezerwistów, wiceprezesem zarządu powiatowego Federacji Polskich Związków Obrońców Ojczyzny, jednym z założycieli oddziału wieluńskiego stowarzyszenia dobroczynnego „Polska Kasa Pożyczek Bezprocentowych”, członkiem zarządu oddziału Ligi Morskiej i Kolonialnej, członkiem Rady Nadzorczej KKO (Komunalnych Kas Oszczędności) powiatu wieluńskiego (w latach 1933–1934 był jej przewodniczącym), wiceprezesem koła powiatowego POW, zarządu OSP.
Początkowo był działaczem PSL „Piast”, w 1928 roku był prezesem zarządu powiatowego tego stronnictwa, z jego ramienia był prezesem zarządu Spółdzielczej Kasy Ludowej Ziemi Wieluńskiej, a w 1929 roku – prezesem Zarządu Powiatowego Związku Młodzieży Ludowej. Od 1929 roku był politycznie związany z BBWR, w 1933 roku był wiceprezesem Rady Powiatowej BBWR, w grudniu 1934 roku został I wiceprezesem. W 1935 roku został prezesem zarządu powiatowego Polskiego Zjednoczenia Społeczno-Gospodarczego, od 1937 roku – wiceprezesem Rady Obwodowej OZN.
Od 1933 roku, po kilkakrotnych nieudanych próbach ubiegania się o ten urząd, został burmistrzem Wielunia. Był nim do 1935 roku.
W wyborach parlamentarnych w 1928 roku kandydował bez powodzenia do Senatu z listy państwowej nr 25 (Polski Blok Katolicki PSL „Piast” i ChD) z województwa białostockiego.
W wyborach parlamentarnych w 1930 roku kandydował bez powodzenia do Sejmu i do Senatu z list państwowych nr 7 (Centrolew).
W wyborach parlamentarnych w 1935 roku został wybrany posłem na Sejm IV kadencji (1935-1938) 58 838 głosami z listy BBWR z okręgu nr 23, obejmującego powiaty: radomszczański i wieluński. W kadencji tej był zastępcą przewodniczącego Parlamentarnej Grupy Łódzkiej, pracował w komisjach: administracyjno-samorządowej i komunikacyjnej.
W wyborach parlamentarnych w 1938 roku kandydował, ponownie bez powodzenia, do Sejmu z tego samego okręgu (nr 23).

## Ordery i odznaczenia
- Krzyż Niepodległości (9 listopada 1933)[3]
- Krzyż Oficerski Orderu Odrodzenia Polski (11 listopada 1937)[4]
- Złoty Krzyż Zasługi (1934)[2]
- Srebrny Krzyż Zasługi (11 listopada 1934)[5]